# Karl Wilhelm, Duce de Saxa-Meiningen

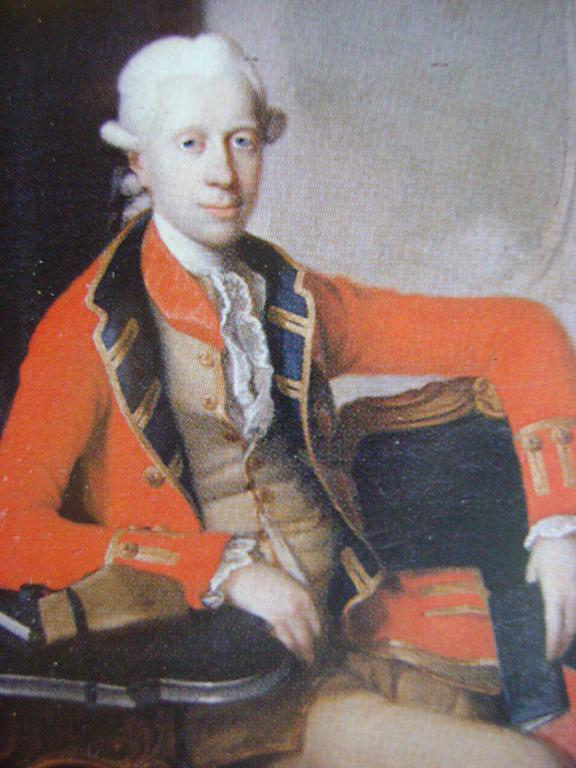

August Frederick Karl Wilhelm, Duce de Saxa-Meiningen (19 noiembrie 1754 – 21 iulie 1782), a fost duce de Saxa-Meiningen.

## Biografie
A fost fiul cel mare al lui Anton Ulrich, Duce de Saxa-Meiningen și a celei de-a doua soții a acestuia, Charlotte Amalie de Hesse-Philippsthal.
August Frederick i-a succedat tatălui său la conducerea ducatului de Saxa-Meiningen (1763) când avea numai opt ani. Mama lui, Charlotte Amalie, a acționat ca regentă în timpul minoratului său, care s-a sfârșit în 1779. A fost succedat de fratele său mai mic, Georg.

### Căsătorie
La Gedern la 5 iunie 1780, August Frederick s-a căsătorit cu Louise de Stolberg-Gedern. Nu au avut copii. Văduva lui s-a recăsătorit cu Ducele Eugen de Württemberg și au avut copii.